# 天竜市
天竜市（てんりゅうし）は、静岡県西部（遠州）に存在した市。2005年7月1日、周辺11市町村とともに浜松市へ編入合併され消滅した。
2005年7月1日に地方自治法第202条の4に基づく「天竜地域自治区」が設置された。同地域自治区は2012年3月31日をもって廃止された。
2007年4月1日に浜松市が政令指定都市へ移行したのに伴い、天竜区の一部となった。

## 地理
市制施行までは二俣町（ふたまたちょう）と称しており、戦国時代には二俣城の城下町であった。現在でも、秋葉山を媒体とする山間エリア（北遠）の中心地である。「二俣」の名は、天竜浜名湖鉄道の国鉄時代の線名「二俣線」や、同線の天竜二俣駅（国鉄時代は遠江二俣駅）にも見える。
郡においては、豊田郡または磐田郡の一角。天竜川の東の袂に市街地が広がる。
- 川：天竜川

## 歴史
江戸時代まで
- 戦国時代：武田信玄と徳川家康が、二俣を巡る攻防を繰り広げた。

明治以後

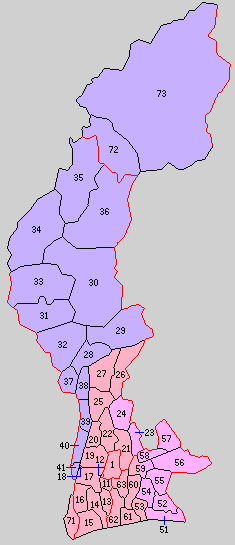
磐田地域の町村制施行時の町村。28が二俣村。(29.光明村 30.龍川村(のちにこの一部と36.山香村の一部が龍山村として分立) 31.上阿多古村 32.下阿多古村 33.熊村)

- 1889年（明治22年）4月1日 - 町村制施行に伴い、二俣村、二星新田、鹿島村、大園村、阿蔵村の村域を以て二俣町成立。当初は豊田郡に所属。
- 1896年（明治29年）4月1日 - 郡制施行のため、二俣町を含む豊田郡の大部分が磐田郡に編入される。
- 1940年（昭和15年）6月1日 - 二俣線（現天竜浜名湖線）開業。
- 1956年（昭和31年）9月30日 - 二俣町、上阿多古村、熊村、光明村、下阿多古村、龍川村が合併し、新たに二俣町となる。
- 1958年（昭和33年）11月3日 - 市制施行と同時に自治体名を改称し、天竜市となる。
- 2005年（平成17年）7月1日 - 浜松市に編入される。
- 2007年（平成19年）4月1日 - 政令指定都市移行に伴い、天竜区（初代）の一部となる。
- 2024年（令和6年）1月1日 - 浜松市の行政区再編に伴い、天竜区（2代目）の一部となる。

## 行政
歴代市長
- 第1-6代 - 熊村昌一郎（1958年11月3日 - 1980年11月7日）
- 第7-9代 - 本多直彦（1980年11月8日 - 1992年11月7日）
- 第10-13代 - 中谷良作（1992年11月8日 - 2005年6月30日）

## 産業
- 林業
- 商業
  - テピア - セイフー をキーテナントとした大型ショッピングセンターだったが、浜松市合併直後の2006年2月に閉店。

## 教育
高等学校
- 静岡県立天竜林業高等学校
- 静岡県立二俣高等学校

中学校
2005年4月1日、市内に6校あった中学校が2校に統合された。
- 天竜市立清竜中学校
- 天竜市立光が丘中学校
- 天竜市立上阿多古中学校
- 天竜市立下阿多古中学校
- 天竜市立熊中学校

小学校
- 天竜市立鏡山小学校
- 天竜市立上阿多古小学校
- 天竜市立熊小学校
- 天竜市立光明小学校
- 天竜市立下阿多古小学校
- 天竜市立二俣小学校
- 天竜市立横山小学校
- 天竜市立藤平小学校（同阿寺分校）
- 天竜市立長沢小学校（同懐山分校）

## 交通

### 鉄道路線
- 中心駅：天竜二俣駅
- 天竜浜名湖鉄道天竜浜名湖線
  - 天竜二俣駅 - 二俣本町駅 - 西鹿島駅
- 遠州鉄道鉄道線
  - 西鹿島駅

### バス
- 遠鉄バス（遠州鉄道）

### 主な道路
- 国道152号（浜松方面、水窪方面）
- 国道362号（豊橋方面、川根本町方面）
- 静岡県道9号天竜東栄線（飯田方面）
- 静岡県道40号掛川天竜線（掛川方面）

## 観光
観光地
- 浜松市秋野不矩美術館

史跡
- 二俣城跡（市指定史跡）
- 鳥羽山城跡（市指定史跡）

祭り
- 天竜下り
- 鹿島の花火（8月上旬）
- 二俣まつり（8月中旬）

## 天竜市出身の有名人
- 本田宗一郎（本田技研工業創始者）
- 秋野不矩（画家）
- 内山真龍（江戸時代の国学者『遠江國風土記傳』の編者）
- 大城純男（札幌大学法学部教授、経済学者）
- 岩下修一（元プロ野球選手）

## その他
- 水の郷百選：森と川と人が織りなす あったかタウン天竜
- 日本三大美林：市の木である杉の人工林は、日本三大人工美林の一つに数えられている。
- 夏季には国内最高気温観測地点として報道されることがしばしばある。